# Stefan Lukschy

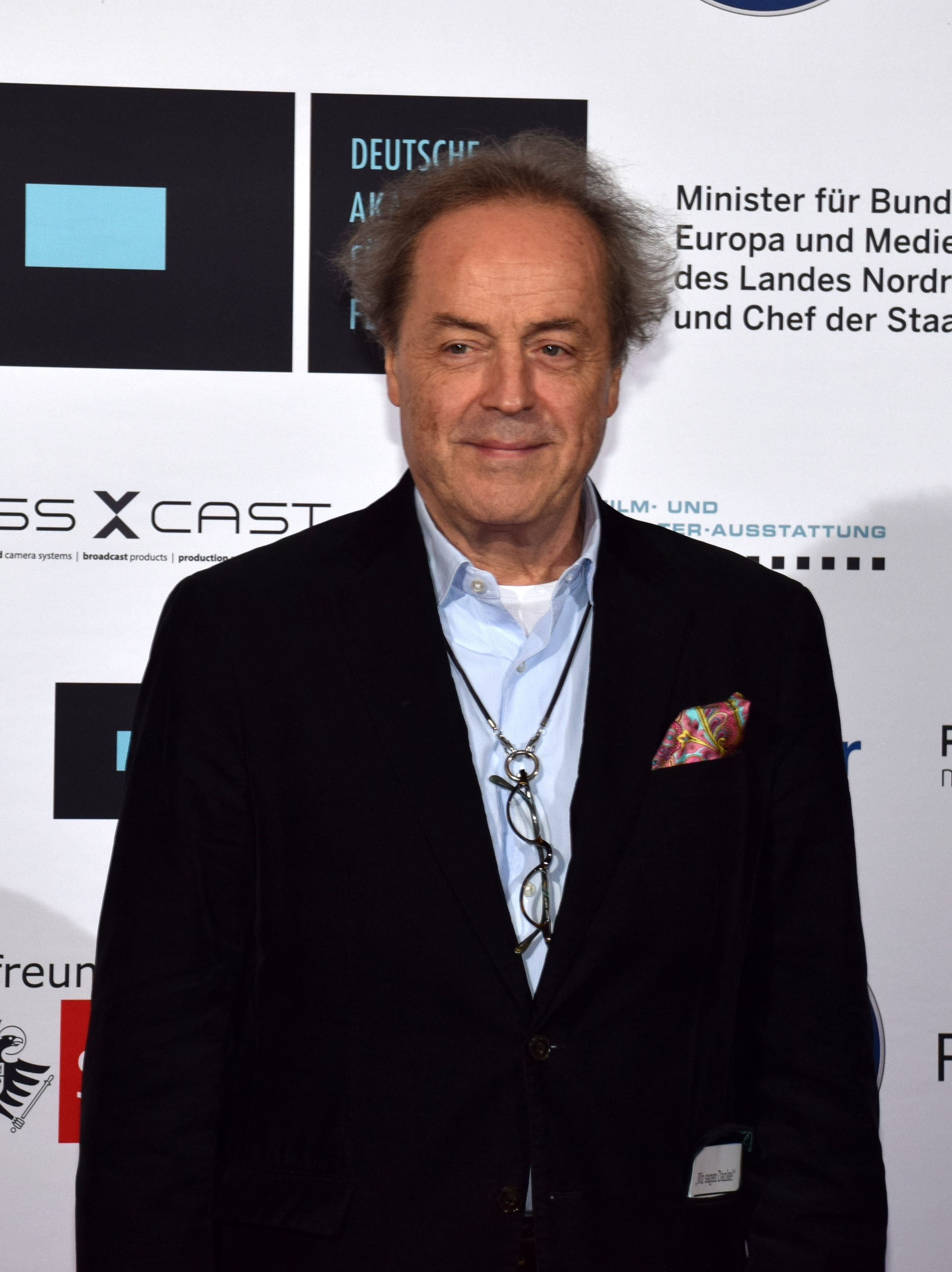
Stefan Lukschy 2015

Stefan Lukschy (* 3. Juli 1948 in Berlin) ist ein deutscher Regisseur sowie Film- und Fernseh-Autor.

## Leben
Stefan Lukschy ist der Sohn des Schauspielers und Regisseurs Wolfgang Lukschy und der Malerin, Bühnenbildnerin und Innenarchitektin Viktoria von Schack. Neben der Schule studierte er Klavier und Dirigieren. Nach dem Abitur begann er zunächst ein Studium der Musikwissenschaft, Germanistik, Philosophie und Publizistik an der FU Berlin. 1970 folgte ein Studium an der Deutschen Film- und Fernsehakademie Berlin (dffb). Noch während seines Studiums arbeitete Stefan Lukschy als Regieassistent, Editor und Ko-Regisseur für Loriot. Er wirkte maßgeblich an der Konzeption und Erstellung der Fernsehserie Loriot mit und war Herausgeber der DVD-Boxen Loriot – Die vollständige Fernsehedition (2007) sowie Loriot – und die Musik (2010). Über die Zusammenarbeit mit Loriot, die in eine tiefe Freundschaft mündete, berichtete er im 2013 erschienenen Buch Der Glückliche schlägt keine Hunde. Ein Loriot-Porträt. Lukschy wirkte 2014 in dem Film Möpse in Not von Rosa von Praunheim und Oliver Sechting mit.
Seit Ende der 1970er Jahre arbeitet Stefan Lukschy als freier Autor und Regisseur für Kino und Fernsehen. Er ist Mitglied der Deutschen Filmakademie.
Stefan Lukschy ist verheiratet und hat zwei Töchter. Er lebt und arbeitet in Berlin.

## Filme (Auswahl)
- 1976: Krawatten für Olympia, Drehbuch und Regie (Abschlussfilm)
- 1982: Wer spinnt denn da, Herr Doktor?, Drehbuch und Regie
- 1989: Beim nächsten Mann wird alles anders, Drehbuch
- 1990: Der doppelte Nötzli, Drehbuch und Regie (Komödie)
- 1995: Ach du Fröhliche[3], Regie, Co-Autor, Komödie (85 Minuten) mit Harald Juhnke
- 1996: Atemlos durch die Nacht
- 1998: Ich liebe meine Familie, ehrlich, Regie
- 1999: Seitensprung ins Glück, Regie, Co-Autor
- 2000: Pinky und der Millionenmops, Regie, Co-Autor, Kinderkinokrimikomödie
- 2005: Suche Mann für meine Frau, Drehbuch und Regie, Komödie, mit Heikko Deutschmann, Aglaia Szyszkowitz, Ingo Naujoks, Tanja Schumann und Heinrich Schafmeister

## Fernsehserien (Auswahl)
- Loriot 1–6, 1976–1978, Sketch-Programme
- Der Untermieter, 1986, mit Dieter Hallervorden
- Hals über Kopf, 1986–1988
- Harald und Eddi, 1989–1990, Comedy-Reihe, Staffel 3 & 4, Folgen 13–24
- Auf eigene Gefahr, 1992, Krimi-Serie mit Thekla Carola Wied
- Salto Postale, 1994, Sitcom mit Wolfgang Stumph
- Die Camper, Staffel 1, 1995/96
- Heimatgeschichten, 1995–1997, TV-Serie mit Inge Meysel
- Unter Brüdern, 2002–2004
- Bernds Hexe, 2001–2005
- Rick und Olli, 2006

## Bücher
- Der Glückliche schlägt keine Hunde. Ein Loriot-Porträt. Aufbau, Berlin 2013, ISBN 978-3-351-03540-2 (auch als Hörbuch erhältlich).
- Loriot und die Bundesrepublik De Gruyter, Berlin 2024 (Beiträger), ISBN 978-3110998757
- Die Farbe der Sterne. Roman (mit Curtis Briggs). Langen-Müller, München 2024, ISBN 978-3784437125.